# Olympia Fulvia Morata
Olympia Fulvia Morata, née en 1526 à Ferrare en Italie et morte le 26 octobre 1555 à Heidelberg en Allemagne, est une humaniste italienne. Elle a contribué à introduire l'humanisme italien au-delà des Alpes.

## Biographie
Son père Fulvio Pellegrino Moretto (en latin Peregrinus Fulvius Moratus) est un humaniste, professeur de grammaire, précepteur des fils du duc Alphonse Ier d'Este à la cour de Ferrare. À la suite de désaccords avec le duc, Fulvio Morato s'installe en 1532  avec sa famille à Vicence où il enseigne les humanités ; il a entre autres comme élèves Alessandro Trissino et Julius Thiene, et fréquente les humanistes Celio Secondo Curione et Celio Calcagnini ; il appartient vraisemblablement à un groupe calviniste. Avec l'avènement en 1539 du duc Hercule II d'Este, la famille revient à Ferrare ; Fulvio devient le précepteur d'Alfonso et Alfonsino, fils naturels du défunt duc Alphonse, et Olympia est choisie par Renée de France, épouse du duc, comme suivante de sa fille aînée Anne d'Este ; leur éducation est confiée aux humanistes Johannes Senf, dit Sinapius, et son frère Kilian Senf, originaires de Schweinfurt. En 1548, Olympia quitte la cour de Ferrare pour s'occuper de son père malade, qui meurt la même année.
Au début de l'année 1550, Olympia épouse le médecin Andreas Grundler, originaire de Schweinfurt, qui appartient au cercle des humanistes à la cour de Ferrare, et le suit à Schweinfurt où il a obtenu le poste de médecin de la ville. En juin 1554, lorsqu'Albert II Alcibiade de Brandebourg-Culmbach s'empare de la ville lors de la seconde guerre des Margraves, Olympia et son mari ne doivent la vie sauve qu'à la fuite, en perdant tous leurs biens. Ils se réfugient auprès du comte d'Erbach à Odenwald ; Andreas est nommé à la chaire de médecine de l'université de Heidelberg.
Selon le recueil Die Lobwürdige Gesellschafft der Gelehrten Weiber publié en 1631 sous le nom de Johann Frauenlob, l'helléniste Jacob Micyllus aurait invité également Olympia Fulvia Morata à enseigner à l'université.
Christian Juncker dans son Centuria Foeminarum paru en 1692, parle de la chaire (Lehrstuhl) où Morata « lisait ses leçons (lectiones) » à Heidelberg.
Olympia Fulvia meurt en 1555 de tuberculose à l'âge de 29 ans. Sa tombe se trouve dans le cimetière de l'église Saint-Pierre à Heidelberg. Une plaque dans la chapelle du collatéral sud de l'église rappelle son souvenir.
Ses poèmes, des traductions et plus de 50 lettres sont publiés à titre posthume en 1558 à Bâle par les soins de l'humaniste Celio Secondo Curione, un ami de la famille. Des rééditions sont publiées en 1562, 1570 et 1582.

## Postérité
Olympia Fulvia Morata est l'une des rares femmes à figurer, en raison de leurs « dialogues, lettres et poèmes (dialogi, epistolae, & carmina) », dans l'Index librorum prohibitorum de 1583. Elle est mentionnée dans plusieurs écrits historiques du XVIe siècle au XVIIIe siècle consacrés à l'érudition féminine ; en particulier Georg Christian Lehms lui consacre en 1715 un article dans Teutschlands Galante Poetinnen.
La ville de Schweinfurt a donné son nom à un lycée : Olympia-Morata-Gymnasium.
Ulrike Halbe-Bauer lui consacre un roman en 2004 : Olympia Morata. Das Mädchen aus Ferrara.

## Editions de ses œuvres
- Olympiae Fulviae Moratae mulieris omnium eruditissimae Latina et Graeca, quae haberi potuerunt, Monumenta, eaque plane divina, cum eruditorum de ipsa judiciis et laudibus, édité par Celio Secundo Curio, Bâle, 15
- Lettres ; traduction en allemand des lettres en latin, italien et grec par Rainer Kößling et Gertrud Weiss-Stählin, Leipzig, Reclam, 1991  (ISBN 3-379-00529-0), avec une sélection d'autres textes de Moratas.
- The complete writings of an Italian heretic, édition et traduction en anglais par Holt Parker, The University of Chicago Press, 2003  (ISBN 0-226-53668-8).